# Division I 1977-1978 (pallacanestro maschile)
La Division I 1977-1978 è stata la 46ª edizione del massimo campionato belga di pallacanestro maschile. La vittoria finale è stata appannaggio del Royal Fresh Air Molenbeek.

## Risultati

### Stagione regolare
|     | Squadra                   | G  | V  | P  | PF | PS | Pt. | Qualificazione                  |
| --- | ------------------------- | -- | -- | -- | -- | -- | --- | ------------------------------- |
| 1.  | Standard Liegi            | 22 | 20 | 2  |    |    | 40  | girone finale                   |
| 2.  | Eveil Monceau             | 22 | 17 | 5  |    |    | 38  | girone finale                   |
| 3.  | Royal Fresh Air Molenbeek | 22 | 14 | 8  |    |    | 28  | girone finale                   |
| 4.  | Avanti Brugge             | 22 | 14 | 8  |    |    | 28  | girone finale                   |
| 5.  | Isboerke Kortrijk         | 22 | 13 | 9  |    |    | 26  | girone finale                   |
| 6.  | Okapi Aalstar             | 22 | 12 | 10 |    |    | 24  | girone finale                   |
| 7.  | Athlon Ieper              | 22 | 12 | 10 |    |    | 24  | gironi retrocessione/promozione |
| 8.  | Racing Mechelen           | 22 | 10 | 12 |    |    | 20  | gironi retrocessione/promozione |
| 9.  | Ostenda                   | 22 | 8  | 14 |    |    | 16  | gironi retrocessione/promozione |
| 10. | Sint-Truiden              | 22 | 8  | 14 |    |    | 16  | gironi retrocessione/promozione |
| 11. | Sobabee                   | 22 | 3  | 19 |    |    | 6   | gironi retrocessione/promozione |
| 12. | BUS Duffel                | 22 | 1  | 21 |    |    | 2   | gironi retrocessione/promozione |

### Girone A, retrocessione/promozione
|    | Squadra      | G  | V | P | PF | PS | Pt. | Qualificazione           |
| -- | ------------ | -- | - | - | -- | -- | --- | ------------------------ |
| 1. | CEP Fleurus  | 10 | 8 | 0 |    |    | 16  |                          |
| 2. | Sint-Truiden | 10 | 7 | 3 |    |    | 14  |                          |
| 3. | Athlon Ieper | 10 | 6 | 4 |    |    | 12  |                          |
| 4. | Andenne      | 10 | 4 | 6 |    |    | 8   |                          |
| 5. | Hellas Gent  | 10 | 3 | 7 |    |    | 6   | in Division II 1978-1979 |
| 6. | BUS Duffel   | 10 | 2 | 8 |    |    | 4   | in Division II 1978-1979 |

### Girone B, retrocessione/promozione
|    | Squadra            | G  | V | P  | PF | PS | Pt. | Qualificazione           |
| -- | ------------------ | -- | - | -- | -- | -- | --- | ------------------------ |
| 1. | Elite Gent         | 10 | 7 | 3  |    |    | 14  |                          |
| 2. | Ostenda            | 10 | 7 | 3  |    |    | 14  |                          |
| 3. | Racing Mechelen    | 10 | 7 | 3  |    |    | 14  |                          |
| 4. | SFX Verviers       | 10 | 6 | 4  |    |    | 12  |                          |
| 5. | Sobabee            | 10 | 3 | 7  |    |    | 6   | in Division II 1978-1979 |
| 6. | Union Royale Namur | 10 | 0 | 10 |    |    | 0   | in Division II 1978-1979 |

### Girone finale
|    | Squadra                   | G  | V | P | PF | PS | Pt. |
| -- | ------------------------- | -- | - | - | -- | -- | --- |
| 1. | Royal Fresh Air Molenbeek | 10 | 8 | 2 |    |    | 16  |
| 2. | Standard Liegi            | 10 | 7 | 3 |    |    | 14  |
| 3. | Isboerke Kortrijk         | 10 | 7 | 3 |    |    | 14  |
| 4. | Avanti Brugge             | 10 | 5 | 5 |    |    | 10  |
| 5. | Okapi Aalstar             | 10 | 2 | 8 |    |    | 4   |
| 6. | Eveil Monceau             | 10 | 1 | 9 |    |    | 2'  |

| Division I 1977-1978                |
| ----------------------------------- |
| Royal Fresh Air Molenbeek 3º titolo |